# Válasz - Független Civilek Fehérvárért Egyesület
A Válasz - Független Civilek Fehérvárért Egyesület a 2024-es magyarországi önkormányzati választáson Székesfehérvár megyei jogú városban és Fejér vármegyében listát állító jelölőszervezet.
Eredetileg "Városunk Lakóiért Szövetség Egyesület" néven, a Székesfehérvári Törvényszék által 2010-ben bejegyzett, nem közhasznú szervezet, melynek célja a székesfehérvári lakosok érdekeinek képviselete, a várost érintő ügyekben véleményeinek megjelenítése. Programokkal, lehetőségek teremtésével hozzájárul a székesfehérvári lakosok életminőségének javításához .
A 2024-es magyarországi önkormányzati választáson Székesfehérvár és Fejér Vármegye Közgyűlésében 1-1 kompenzációsa listás képviselői mandátumot szerzett.